# Bures (Orne)
Bures é uma comuna francesa na região administrativa da Normandia, no departamento Orne. Estende-se por uma área de 9,85 km². Em 2010 a comuna tinha 167 habitantes (densidade: 17 hab./km²).